# Plinio Serena
Plinio Serena (Bassano del Grappa, Provincia de Vicenza, Italia, 8 de mayo de 1959) es un exfutbolista italiano. Se desempeñaba en la posición de defensa.

## Clubes
| Club             | País   | Año         |
| ---------------- | ------ | ----------- |
| Juventus F. C.   | Italia | 1976 - 1977 |
| Casale Calcio    | Italia | 1977 - 1978 |
| Udinese Calcio   | Italia | 1978 - 1979 |
| U. S. Cremonese  | Italia | 1979 - 1980 |
| Vicenza Calcio   | Italia | 1980 - 1981 |
| Forlì F. C.      | Italia | 1981 - 1982 |
| U. S. Lecce      | Italia | 1982 - 1983 |
| A. C. Rimini     | Italia | 1983        |
| Benevento Calcio | Italia | 1983 - 1984 |
| A. C. Mestre     | Italia | 1984 - 1985 |

## Palmarés

### Campeonatos nacionales
| Título  | Club            | País   | Año     |
| ------- | --------------- | ------ | ------- |
| Serie A | Juventus F. C.  | Italia | 1976-77 |
| Serie B | Udinese Calcio  | Italia | 1978-79 |
| Serie C | U. S. Cremonese | Italia | 1980-81 |